# Histoire philatélique et postale des Comores
L'histoire philatélique et postale des Comores est marquée par la colonisation française entamée à la fin du XIXe siècle à partir de l'île de Mayotte, puis par l'indépendance du pays en 1975.
L'instauration du système postal français dans l'archipel se fait à partir de Mayotte, colonie depuis 1843. Successivement, les populations d'Anjouan, Grande Comore et Mohéli utilisent des timbres spécifiques à leur île jusqu'au rattachement administratif et postal de l'archipel à Madagascar en 1912.
De 1912 à 1950, les quatre îles comoriennes utilisent les timbres de la colonie malgache avant de disposer de timbres propres libellés « Archipel des Comores ». En juillet 1975, les Comores deviennent indépendantes et gèrent seules leur système postal, sauf Mayotte dont les habitants décident de rester français par référendum.

## Avant le rattachement à Madagascar en 1911
Peu de lettres de l'époque philatélique classique (avant 1900) de Mayotte et des Comores sont connues. La première en provenance de Mayotte date de décembre 1850 et ne porte pas de timbre-poste.
Mayotte devient une colonie française à partir de 1841 avec l'achat de l'île par le commandant Passot au sultan Andriantsouli.
Les premiers timbres-poste au type Aigle des Colonies générales, sont expédiés fin 1861-début 1862 et sont répartis entre Mayotte et Nosy Be au large de Madagascar. La première lettre mahoraise affranchie connue date de décembre 1863. 
Au fil de l'extension de l'influence française sur le reste de l'archipel par les activités d'aventuriers français tel Joseph Lambert à Mohéli et Léon Humblot sur la Grande Comore, ces deux îles et Anjouan ont certainement utilisé le service postal basé à Mayotte et les timbres des Colonies générales ont été employés. Cependant, le timbre à date indique pour origine « Mayotte et dépendances », ce qui ne permet donc pas de connaître l'origine à moins que l'adresse de l'expéditeur ou la correspondance incluse ne donnent des éléments. Jusqu'au cours des années 1870, le timbre quant à lui est annulé par un losange de pointillés vide en son centre ; ce qui rend impossible l'identification de la colonie d'utilisation d'un timbre détaché de son pli.
Vers la fin du XIXe siècle, la Marine française intervient dans l'archipel pour instaurer une administration française plus respectueuse du droit des indigènes, à la suite des excès de Léon Humblot. Mayotte en reste le centre administratif.

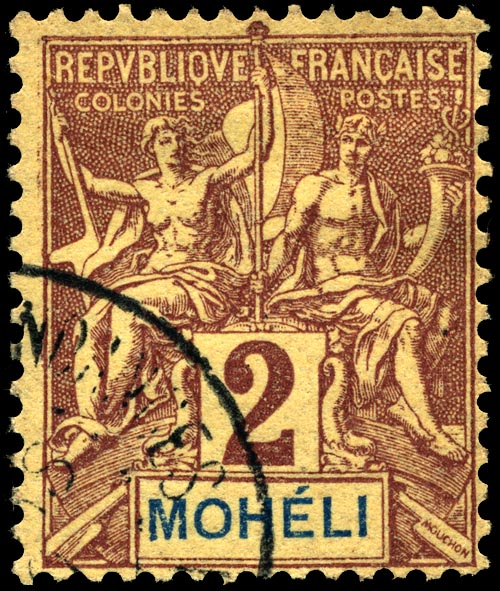
2 centimes lilas-brun sur paille au type Groupe de Mohéli, émis en 1906.

Progressivement, chaque île reçoit des timbres à son nom : l'administration postale est victime d'un trafic de timbres entre les colonies à monnaie faible et celles de monnaie locale forte. En novembre 1892, Mayotte et le « sultanat d'Anjouan » utilisent des timbres au type Groupe sur lesquels le nom de la colonie est imprimé en bleu ou en rouge. La poste de Grande Comore les reçoit en novembre 1897 et celle de Mohéli en 1906. En tout, vingt timbres sont émis à Mayotte, dix-neuf au sultanat d'Anjouan et à Grande Comore, et seize à Mohéli.

## De Madagascar à l'archipel des Comores (1911-1975)
En 1912, le rattachement postal à Madagascar est effectif. Pour écouler les stocks de timbres restant, les type Groupe des quatre îles des Comores sont surchargés en novembre de gros chiffres en rouge ou noir « 05 » ou « 10 » pour servir de valeurs d'appoint de 5 et 10 centimes. Cette pratique a lieu dans toutes les colonies rattachées à Madagascar et ces timbres sont valables partout dans cette colonie étendue.
De 1912 à 1950, ce sont donc les timbres de Madagascar qui sont utilisés îles comoriennes. Seul, le cachet d'oblitération permet de savoir dans quelle île la lettre a été postée.
Territoire d'outre-mer en 1946, l'archipel des Comores reçoit des timbres spécifiques à son nom et en franc CFA à partir du 15 mai 1950. Les timbres de la première émission du 15 mai 1950 sont illustrés de paysages locaux. La faune aquatique et la flore de l'archipel des Comores, les coutumes et artisanat locaux, ainsi que les événements technologiques (la radiodiffusion en 1960) dominent le programme philatélique avec les émissions omnibus de France et de ses colonies. 
La première personnalité honorée par un timbre dans l'archipel des Comores est Charles de Gaulle sur une série de deux timbres du 9 novembre 1971 reprenant les illustrations de l'émission de France métropolitaine. Par la suite, des célébrités historiques et artistiques sont timbrifiés : Louis Pasteur en 1972, Pablo Picasso, Armauer Gerhard Henrik Hansen, le découvreur du bacille de la lèpre, et Nicolas Copernic en 1973. Deux personnalités défuntes locales le sont également : le président Said Mohamed Cheikh (mort en 1970) sur deux timbres de 1973 et le grand mufti des Comores Saïd Omar ben Soumeth en 1974.

## Indépendance depuis 1975

### Premiers timbres de l'indépendance
À la suite des référendums de 1974 au cours desquels la population d'Anjouan, Grande Comore et Mohéli demandent leur indépendance et à cause du refus de la France d'inclure Mayotte dans ce processus car sa population a voté « non », le parlement comorien vote l'indépendance le 5 juillet 1975. 
Moroni en Grande Comore étant devenu le chef-lieu, les stocks de timbres-poste comoriens s'y trouvaient. Mayotte connaît entre décembre 1975 et février 1976 une pénurie contraignant son préfet à autoriser le découpage de timbres par les postiers pour satisfaire au tarif le plus courant.
Dans les trois autres îles, les timbres de l'archipel français des Comores sont surchargés en noir « État comorien » et où sont barrées les mentions rappelant la souveraineté française. Par erreur, deux nouveaux timbres (danses folkloriques) sortiront sans surcharge pendant 24heures. Ils seront retirés de la vente 
quand le Directeur de la Poste se rendra compte de son erreur, mais quelques planches sont déjà achetées. Ce duo non surchargé est maintenant recherché en collection d'où une valeur importante

### De l'État comorien à la république fédérale islamique des Comores
De 1976 à 1977, sous la présidence de Ali Soilih, les Comores connaissent une frénésie d'émissions philatéliques : en deux ans, le pays émet plus de timbres qu'au cours des vingt-deux premières années de l'archipel des Comores. De plus, peu de timbres évoquent un sujet local ; les philatélistes thématiques sont des acheteurs convoités avec des émissions sur la conquête de l'espace, les jeux olympiques d'hiver, etc.
Avec le retour au pouvoir de Ahmed Abdallah en 1977 et l'instauration république fédérale islamique des Comores en 1979, les autorités postales retournent à des sujets locaux.

### Sécession d'Anjouan et Mohéli en 1997
De 1997 à 2000, des événements sécessionnistes ont lieu sur les îles d'Anjouan et Mohéli, finalement résolu par la création de l'union des Comores.
À Anjouan, des timbres ont pu circuler. Seul, un timbre fiscal portant la carte et le drapeau de l'île, imprimé en France, a servi sur des documents juridiques.
Des lettres annonçant l'ouverture d'un « service postal privé » entre Anjouan et Mayotte sont reçus fin 1997-début 1998, entre autres, par les magazines philatéliques français. L'enveloppe porte un timbre (carte et symbole d'Anjouan, et drapeau français) qui représente le coût du transport en boutre du courrier jusqu'à Mayotte. Là, il est affranchi d'un timbre et expédié. Cependant, il n'existe pas d'autre preuve sûre de ce service postal.